# Bão Nepartak (2016)
Siêu Bão Nepatak được biết ở Philippines với tên bão cuồng phong Butchoy.Sở hữu gió mạnh 345 km/giờ và giật tới 353 km/giờ. Ngày 11/7/2016, một áp thấp nhiệt đới mang số hiệu 02W đã mạnh lên thành bão nhiệt đới, các Cơ quan Khí Tượng đặt tên cho nó là Nepartak. Khoảng 3 ngày sau đó,nhờ đi vào vùng biển ấm nên đã đạt được cấp bão mạnh nhất.Cơn bão di chuyển Tây Bắc hướng về Đảo Đài Loan. Ngày 16/7&17/7/2016, siêu bão đổ bộ vào Đảo Đài Loan,Tỉnh Phúc Kiến,Tỉnh Quảng Đông(Trung Quốc) mang theo sức gió 145 km/giờ, cơn bão gây ra mất điện,nhà cửa tan hoàng, 43 tàu thuyền mất tích, 12 người chết, 456 người mất tích. Tổng thiệt hại lên tới 9,98 tỷ Nhân dân tệ. Hai tháng sau,cơn bão được ra để so sánh với Siêu bão Meranti với gió mạnh 305 km/giờ và giật tới 370 km/giờ cũng đổ bộ vào Đài Loan gây thiệt hại 677 triệu Đài tệ. Nepatak là 1 cơn bão mạnh và là 1 cơn bão có diễn biến rất phức tạp vì là cơn bão đầu Mùa mưa bão Tây Bắc Thái Bình Dương năm 2016.